# Polissoirs de la Forêt Noire
Les polissoirs de la Forêt Noire sont un groupe de quatre polissoirs situés à Paley, dans le département de Seine-et-Marne en France.

## Polissoirno1
Le polissoir est constitué d'un bloc de grès qui a été brisé en deux parties vers 1900 par un carrier pour le débiter. Le petit fragment du bloc comporte six rainures avec une arête de fond visible et deux surfaces polies. Le gros fragment comporte six rainures, dont cinq avec une arête de fond et une cuvette de polissage.
Le polissoir est classé au titre des monuments historiques depuis le 28 février 1923.

## Polissoirno2
Il correspond à un rocher plat situé à proximité immédiate du premier polissoir comportant une cuvette de polissage très érodée.

## Polissoirno3
Il est disposé sur une dalle de grès (4 m de longueur, 2 m de largeur, 0,50 m de hauteur). Il comporte deux cuvettes de polissage de respectivement 40 cm et 18 cm de longueur, 20 cm et 8 cm de largeur, 2 cm et 5 cm de profondeur.

## Polissoirno4
Il est disposé sur un rocher bas (1 m sur 1,30 m et 0,40 m de hauteur). Ce polissoir est très érodé, il comporte une surface polie de 18 cm sur 10 cm.

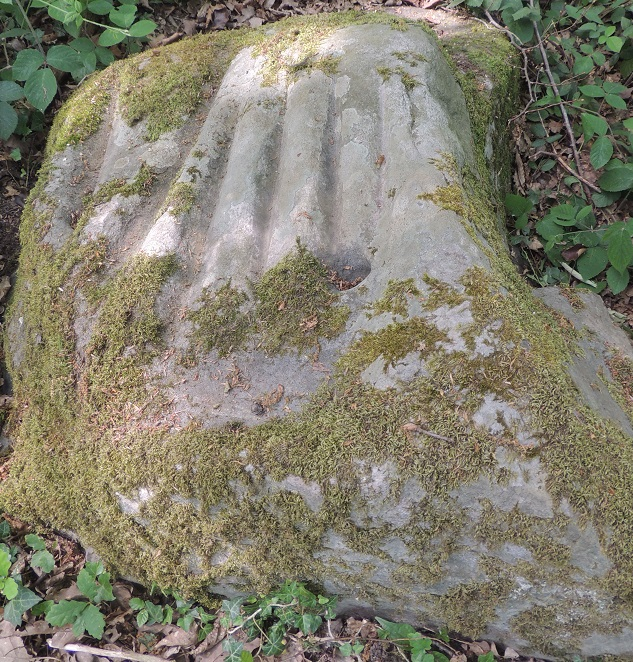
Le petit fragment du polissoir n°1.
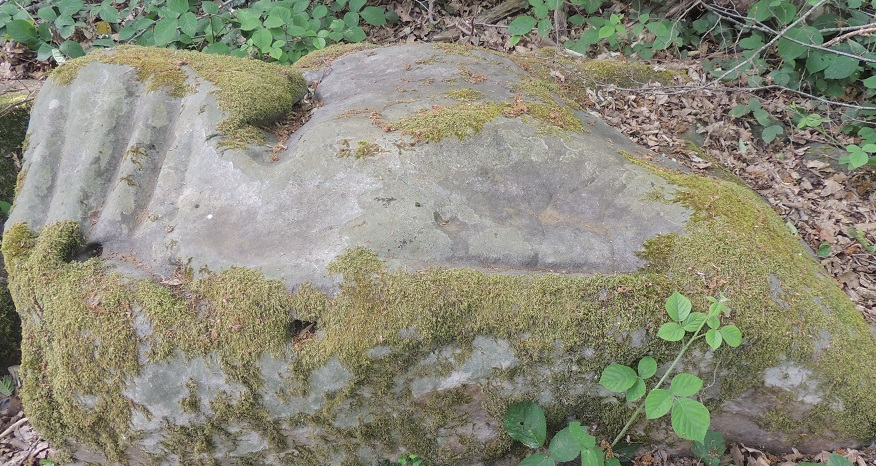
Le plus gros fragment du polissoir n°1.